# Bandeira da Guiana Francesa
A bandeira da Guiana Francesa é a bandeira tricolor da República Francesa. 
Em 29 de janeiro de 2010, o conselho do departamento da Guiana aprovou a adoção unilateral de uma bandeira, decisão que não foi reconhecida pelo conselho superior da Guiana Francesa nem pelo governo francês. O conselho departamental acabou revogado meses mais tarde. A bandeira, não oficial, era composta por um retângulo dividido por uma linha diagonal da parte superior esquerda para a inferior direita. A parte superior direita seria verde e a parte inferior esquerda, amarela, com um estrela vermelha de cinco pontas no centro da bandeira.
O verde teria na representatividade as matas da Guiana Francesa, enquanto o amarelo, o ouro e tesouros da região.

Fora isso, a bandeira ainda trazia uma estrela de cinco pontas, na cor vermelha, posicionada bem no meio do pavilhão. Para ela, foi empregado um significado de ”Sangue no centro”. Além disso, a bandeira era semelhante à bandeira do estado brasileiro do Acre, da qual se diferenciava apenas pela direção da linha diagonal e pela posição da estrela central.